# 화서역 푸르지오 브리시엘
화서역 푸르지오 브리시엘(Hwaseo Station Prugio Briciel)는 경기도 수원시 장안구 정자동에 위치한 아파트 단지이다. 아파트는 3개동 665세대로, 오피스텔은 2개동 460실로 구성되어 있다.

## 교육
초등학교
- 송림초등학교

중학교
- 명인중학교

고등학교
- 장안고등학교
- 숙지고등학교

## 같이 보기
- 푸르지오